# Pertuzumab
Pertuzumab (łac. pertuzumabum) – rekombinowane, humanizowane przeciwciało monoklonalne uniemożliwiające zależną od dimeru heterodimeryzacją receptora ludzkiego naskórkowego czynnika wzrostu typu 2 (HER2) z innymi receptorami z rodziny HER znajdujące zastosowanie w leczeniu HER2 dodatniego raka piersi.

## Mechanizm działania
W około 20% przypadków raka piersi dochodzi do amplifikcji lub nadekspresji receptora ludzkiego naskórkowego czynnika wzrostu typu 2 (HER2), co wiąże się z agresywnym przebiegiem klinicznym i złym rokowaniem.
Receptor HER2 jest jednym z receptorów należących do rodziny receptorów EGFR, która obejmuje EGRF (HER1), HER2, HER3 i HER4. Każdy z tych receptorów jest zbudowany z domeny zewnątrzkomórkowej, która wiąże ligand, regionu przezbłonowego i domeny wewnątrzkomórkowej o aktywności kinazy tyrozynowej. Przy czym nie jest znany ligand HER2, a HER3 nie posiada aktywności kinazy tyrozynowej. Związanie receptora z jego ligandem prowadzi do zmian konformacyjnych sprzyjających powstaniu homodimerów i heterodimerów, co jest niezbędne do aktywności kinazy tyrozynowej receptora. Heterodimer HER2/HER3 wykazuje największą siłę oddziaływania pod względem aktywności kinazy tyrozynowej i wpływu na dalsze szlaki sygnałowe. Powstanie dimerów i fosforylacja receptorów HER prowadzi do aktywacji szlaków komórkowych MAPK oraz PI3K/AKT/mTOR, które promują wzrost, proliferację, migrację komórki i sprzyjają przetrwaniu komórki.
Pertuzumab jest rekombinowanym humanizowanym przeciwciałem monoklonalnym IgG1, które wiąże się z domeną zewnątrzkomórkową (subdomena II) receptora HER2. W wyniku związania leku z receptorem HER2 dochodzi do zablokowania heterodimeryzacji receptora z innymi receptorami rodziny HER. W konsekwencji dochodzi do zablokowania aktywacji krytycznych dla wzrostu komórki nowotworowej szlaków MAPK i PI3K/AKT. Ponadto pertuzumab aktywuje cytotoksyczność komórkową zależną od przeciwciał (ADCC), która prowadzi do zniszczenia komórek nowotworowych.
Pertuzumab i trastuzumab (inhibitor HER2) wiąże się z innym epitopem receptora HER, który jest zlokalizowany po jego przeciwnej stronie (pertuzumab wiąże się z HER w subdomenie II domeny zewnątrzkomórkowej, a trastuzumab w subdomenie IV domeny zewnątrzkomórkowej). Pertuzumab w stosunku do trastuzumabu jest komplementarny. Trastuzumab blokuje hamuje niezależną od ligandu sygnalizację HER2 i zapobiega proteolitycznemu rozszczepieniu domeny zewnątrzkomórkowej, jednak nie posiada on zdolności hamowania heterodimeryzacji HER2/HER3 lub HER2/HER1, co stanowi mechanizm ucieczki komórek nowotworowych przed działaniem trastuzumabu. W związku z tym skojarzenie obu leków poprzez osobne mechanizmy działania skutkuje bardziej kompletną blokadą HER2, co przekłada się na wzmocnienia działania przeciwnowotworowego.

## Wskazania
Pertuzumab znajduje zastosowanie w następujących sytuacjach:
- w skojarzeniu z chemioterapią i trastuzumabem w leczeniu neoadiuwantowym HER2-dodatniego raka piersi miejscowo zaawansowanego, zapalnego lub we wczesnym stadium z wysokim ryzykiem wznowy,
- w skojarzeniu z chemioterapią i trastuzumabem w leczeniu adiuwantowym HER2-dodatniego raka piersi we wczesnym stadium z wysokim ryzykiem wznowy,
- w skojarzeniu z chemioterapią i trastuzumabem w leczeniu HER2-dodatniego raka piersi z przerzutami albo nieresekcyjną wznową miejscową, u których nie stosowano wcześniej leczenia anty-HER2 lub chemioterapii w ramach leczenia choroby przerzutowej.

## Przeciwwskazania
Przeciwwskazaniem do stosowania pertuzumabu jest nadwrażliwość na lek lub substancję czynną.

## Badania kliniczne
Monoterapię za pomocą pertuzumabu oceniano jedynie w badaniach klinicznych I i II fazy. Na podstawie badań przedklinicznych wskazujących na synergistyczny efekt z trastuzumabem kolejne badania oceniały skuteczność leczenia skojarzonego za pomocą obu leków.
Badanie kliniczne II fazy przeprowadzone na 66 chorych z przerzutowym HER2-dodatnim rakiem piersi połączenie pertuzumabu z trastuzumabem wykazało 24,2% odsetek odpowiedzi i zaobserwowano medianę czasu przeżycia wolnego od progresji (PFS) wynoszącą 5,5 miesiąca.
W wieloośrodkowym, randomizowanym badaniu III fazy CLEOPATRA z udziałem 808 chorych z HER2-dodatnim rakiem piersi z przerzutami lub z nieresekcyjną (nieoperacyjną) wznową miejscową oceniono skuteczność skojarzenia pertuzumabu z trastuzumabem i docetakselem. W tym badaniu chore losowo przydzielono do grupy leczonej docetakselem, trastuzumabem i pertuzumabem lub do grupy otrzymującej docetaksel, trastuzumab i placebo. Podczas kwalifikacji do badania dopuszczalne było wcześniejsze stosowanie jednej linii hormonoterapii albo jednej linii neoadiuwantowej lub adiuwantowej chemioterapii z zastosowanie taksanu z lub bez użyciem trastuzumabu, o ile czas wolny od chory wynosił przynajmniej 12 miesięcy. Stan sprawności musiał osiągać WHO 0/1, a frakcja wyrzutowa lewej komory musiała osiągać przynajmniej 50%. Z badania wykluczono chore z przerzutami do ośrodkowego układu nerwowego oraz chore otrzymujące wcześniej doksorubicynę w łącznej dawce życiowej 360 mg/m². Pierwszorzędowym punktem końcowym badania klinicznego była mediana czasu przeżycia wolnego od progresji, a drugorzędowymi punktami końcowymi mediana przeżycia całkowitego, odsetek odpowiedzi obiektywnych oraz bezpieczeństwo leczenia. Po medianie obserwacji ponad 50 miesięcy badanie wykazało poprawę mediany przeżycia wolnego od progresji (18,5 miesiąca w grupie z pertuzumabem oraz 12,4 miesiąca w grupie z placebo) oraz poprawę mediany przeżycia całkowitego (56,5 miesiąca w grupie z pertuzumabem oraz 40,8 miesiąca w grupie z placebo).
W wieloośrodkowym badaniu II fazy NeoSphere oceniono pertuzumab w leczeniu neoadiuwantowym raka piersi. W tym badaniu 417 chore z miejscowo zaawansowanym lub zapalnym HER2-dodatnim rakiem piersi losowo przydzielono do jednej z czterech grup: grupy leczonej docetakselem z trastuzumabem, grupy z docetakselem z trastuzumabem i pertuzumabem, grupy z docetakselem z pertuzumabem oraz grupy z trastuzumabem i pertuzumabem. Następnie wszyscy chorzy otrzymali 3 cykle chemioterapii w programie FEC (5-fluorouracyl, epirubicyna oraz cyklofosfamid), a następnie 1 rok leczenia trastuzumabem. Pierwszorzędowym punktem końcowym był odsetek histopatologicznej odpowiedzi całkowitej (pCR). Po odpowiednim okresie obserwacji stwierdzono 45,8% odsetek histopatologicznej odpowiedzi całkowitej w grupie z docetakselem z trastuzumabem i pertuzumabem, podczas gdy w grupie z docetakselem i trastuzumabem odsetek ten wyniósł 29%.
Badanie III fazy APHINITY badało zastosowanie pertuzumabu w ramach leczenia adiuwantowego (uzupełniającego) po radykalnej operacji HER2-dodatniego raka piersi. W tym badaniu 4805 chorych losowo przydzielono do grupy otrzymującej chemioterapię, trastuzumab i pertuzumab albo do grupy otrzymującej chemioterapię, trastuzumab i placebo. Pertuzumab i trastuzumab podawano przez 52 tygodnie lub 18 cykli. Pierwszorzędowym punktem końcowym badania klinicznego było przeżycie wolne od choroby inwazyjnej (IDFS), który zdefiniowano jako czas do wystąpienia miejscowej, regionalnej wznowy, pojawienia się przerzutów, wznowy inwazyjnego raka piersi w tej samej piersi, gdzie był pierwotnie zlokalizowany guz albo pojawienie się inwazyjnego raka piersi w drugiej piersi. Jako drugorzędowe punkty końcowe oceniano przeżycie całkowite (OS), przeżycie wolne od choroby (DFS), odstęp między wznowami (RFI) i odstęp między wznowami odległymi (DRFI). Po medianie obserwacji wynoszącej 45,4 miesiąca w grupie z pertuzumabem stwierdzono 94,1% odsetek trzyletnich przeżyć wolnych od choroby inwazyjnej i 93,2% odsetek w grupie otrzymującej placebo. Szacunkowa wartość czteroletnich przeżyć wolnych od choroby inwazyjnej w grupie z pertuzumabem wynosił 92,3% i 90,6% odsetek w grupie otrzymującej placebo. Stwierdzono 19% redukcję ryzyka wznowy lub zgonu. Nie wykazano poprawy mediany przeżycia całkowitego pomiędzy grupami z pertuzumabem i placebo.

## Dawkowanie
Zwykle początkowa dawka nasycająca leku wynosi 840 mg, następnie podczas kolejnych podań stosuje się dawkę podtrzymującą 420 mg. Pertuzumab podaje się dożylnie w odstępach co 3 tygodnie.

## Farmakokinetyka
Pertuzumab jest podawany dożylnie. Metabolizm pertuzumabu nie był bezpośrednio oceniany, lek jest usuwany głównie w wyniku rozpadu. Mediana okresu półtrwania wynosi 18 dni.

## Interakcje
Nie zaobserwowano istotnych interakcji związanych z pertuzumabem.

## Działania niepożądane
Do działań niepożądanych leku należy:
- bardzo często[a]: zapalenie nosogardła, gorączka neutropeniczna, neutropenia, leukopenia, niedokrwistość, reakcje na wlew, zmniejszenie apetytu, bezsenność, neuropatia obwodowa, ból głowy, zaburzenia smaku, zawroty głowy, parestezje, uderzenia gorąca, kaszel, krwawienie z nosa, duszność, zapalenie jamy ustnej, nudności, wymioty, zaparcie, biegunka, niestrawność, ból brzucha, łysienie, wysypka, świąd, suchość skóry, ból mięśni, ból stawów, ból kończyn, zapalenie śluzówki, obrzęki obwodowe, gorączka, zmęczenie, astenia,
- często[b]: zapalenie wałów paznokciowych, infekcja górnych dróg oddechowych, nadwrażliwość, zaburzenia czynności lewej komory, dreszcze, ból, obrzęk,
- niezbyt często[c]: reakcja anafilaktyczna, zastoinowa niewydolność serca, śródmiąższowa choroba płuc, wysięk opłucnowy,
- rzadko[d]: zespół uwalniania cytokin.